# Sikatuna
Sikatuna is een gemeente in de Filipijnse provincie Bohol op het gelijknamige eiland. Bij de census van 2015 telde de gemeente bijna 7 duizend inwoners.

## Geografie

### Bestuurlijke indeling
Sikatuna is onderverdeeld in de volgende 10 barangays:
- Abucay Norte
- Abucay Sur
- Badiang
- Bahaybahay
- Cambuac Norte
- Cambuac Sur
- Canagong
- Libjo
- Poblacion I
- Poblacion II

## Demografie
Sikatuna had bij de census van 2015 een inwoneraantal van 6.726 mensen. Dit waren 346 mensen (5,4%) meer dan bij de vorige census van 2010. Ten opzichte van de census van 2000 was het aantal inwoners gegroeid met 124 mensen (1,9%). De gemiddelde jaarlijkse groei in die periode kwam daarmee uit op 0,12%, hetgeen lager was dan het landelijk jaarlijks gemiddelde over deze periode (1,84%).

De bevolkingsdichtheid van Sikatuna was ten tijde van de laatste census, met 6.726 inwoners op 38,22 km², 176 mensen per km².
|  |  |